# ASC SUNEOR
El Association Sportive et Culturelle SONACOS (ASC SONACOS) es un equipo de fútbol de Senegal que juega en la Liga senegalesa de fútbol, la liga de fútbol más importante del país.

## Historia
Fue fundado en el año 1950 en la ciudad de Diourbel con el nombre SEIB Diourbel (Société Electrique Industrielle du Baol), nombre que usó hasta 1991.
En 1992 se llamaron ASC SONACOS (Association Sportive et Culturelle de la SOciété NAtionale de Commercialisation des Oléagineux du Sénégal), nombre que tuvieron hasta el año 2006, cambiándolo por el que llevan actualmente.
Ha sido campeón de liga en 4 oportunidades, 1 vez campeón de copa y 1 vez campeón de la copa de la asamblea nacional.
Ha participado en 6 torneos continentales, donde su mejor participación fue en la copa CAF del 2003 al llegar a la segunda ronda.

## Palmarés
- Liga senegalesa de fútbol: 4

1980, 1983, 1987 (como SEIB Diourbel)
1996 (como SONACOS)
- Copa senegalesa de fútbol: 1

2001
- Copa de la Asamblea Nacional: 1

2005

## Participación en competiciones de la CAF
| Temporada | Torneo                            | Ronda | Club              | Casa | Visita | Global       |
| --------- | --------------------------------- | ----- | ----------------- | ---- | ------ | ------------ |
| 1981      | Copa Africana de Clubes Campeones | 1     | ASEC Mimosas      | 2-1  | 1-2    | 3-3 (3-4 p)  |
| 1984      | Copa Africana de Clubes Campeones | 1     | Shooting Stars FC | 1-0  | 0-2    | 1-2          |
| 1988      | Copa Africana de Clubes Campeones | 1     | ASC Police        | 2-0  | 0-2    | 2-2 (9-10 p) |
| 1997      | Liga de Campeones de la CAF       | 1     | Raja Casablanca   | 0-2  | 1-3    | 1-5          |
| 2002      | Recopa Africana                   | 1     | Wydad Casablanca  | 0-0  | 0-3    | 0-3          |
| 2003      | Copa CAF                          | 1     | AS Kaloum Star    | 0-0  | 0-0    | 0-0 (4-2 p)  |
| 2003      | Copa CAF                          | 2     | JS Kabylie        | 1-1  | 0-0    | 1-1 (a)      |